# نوکیا ۸۳۱۰
نوکیا ۸۳۱۰ یک‌نمونه از گوشی‌های تلفن همراه سری ۸۰۰۰ شرکت نوکیا می‌باشد که توسط همین شرکت به بازار عرضه شده‌است.